# Carrù
Carrù település Olaszországban, Piemont régióban, Cuneo megyében. Lakosainak száma 4371 fő (2023. január 1.). Carrù Bastia Mondovì, Bene Vagienna, Clavesana, Farigliano, Magliano Alpi, Mondovì és Piozzo községekkel határos.

## Népesség
A település népessége az elmúlt években az alábbi módon változott:
| Lakosok száma | 4472 | 4430 | 4371 |
|               | 2017 | 2018 | 2023 |